# Laubuca laubuca
Laubuca laubuca är en fiskart som först beskrevs av Hamilton 1822.  Laubuca laubuca ingår i släktet Laubuca och familjen karpfiskar. IUCN kategoriserar arten globalt som otillräckligt studerad. Inga underarter finns listade i Catalogue of Life.